# Lisslö, Värmdö distrikt
För andra betydelser, se Lisslö.
Lisslö är en ö i norra Värmdö kommun.
Ön ligger i Hjälmö-Lådna naturreservat.